# Nepotilla triseriata
Nepotilla triseriata é uma espécie de gastrópode do gênero Nepotilla, pertencente a família Raphitomidae.